# Бромид германия(II)
Бромид германия(II) — бинарное неорганическое соединение германия и брома с формулой GeBr2, бесцветные (белые) кристаллы, гидролизуются в воде.

## Получение
- Упаривание над концентрированной серной кислотой раствора, полученного растворением гидроокиси двухвалентного германия в бромистоводородной кислоте:

{\displaystyle {\mathsf {Ge(OH)_{2}+2HBr\ {\xrightarrow[{-H_{2}O}]{}}\ GeBr_{2}+H_{2}O}}}
- Восстановление цинком бромида германия(IV) с германобромоформом:

{\displaystyle {\mathsf {GeBr_{4}+2GeHBr_{3}+2Zn\ {\xrightarrow {}}\ 3GeBr_{2}+2ZnBr_{2}+H_{2}}}}

## Физические свойства
Бромид германия(II) это бесцветные или белые кристаллы.
Разлагаеся водой, растворяется в бромиде германия(IV), спирте, ацетоне, не растворяется в бензоле.

## Химические свойства
- Гидролизуется водой:

{\displaystyle {\mathsf {GeBr_{2}+2H_{2}O\ \rightleftarrows \ Ge(OH)_{2}+2HBr}}}
- При нагревании диспропорционирует:

{\displaystyle {\mathsf {2GeBr_{2}\ \xrightarrow {>130^{o}C} \ GeBr_{4}+Ge}}}